# Tofaş
TOFAŞ (pron. /ˈtofaʃ/) - (acronimo di Türk Otomobil Fabrikası A.Ş.) è un costruttore turco di autoveicoli la cui sede si trova ad Istanbul e il sito di produzione a Bursa, città dell'Anatolia che sorge a sud del Mare di Marmara.
Frutto di una società mista tra il gruppo turco Koç Holding e la Fiat Auto (dal 2014 FCA Italy facente parte di Fiat Chrysler Automobiles, che a sua volta è diventata parte di Stellantis) costruisce su licenza, dal gennaio 1971, vari modelli della gamma FIAT.

## Storia
Vehbi Koç, presidente fondatore del gruppo Koç Holding, volendo costituire un polo industriale nel settore automobilistico in Turchia; costituisce nel 1968, con l'aiuto della famiglia Agnelli, associandosi con Fiat S.p.A., la Türk Otomobil Fabrikası A.Ş. - TOFAŞ.
Oggi, Tofaş è il maggiore costruttore automobilistico turco e dalla sua attività dipende parzialmente l'evoluzione economica del paese.

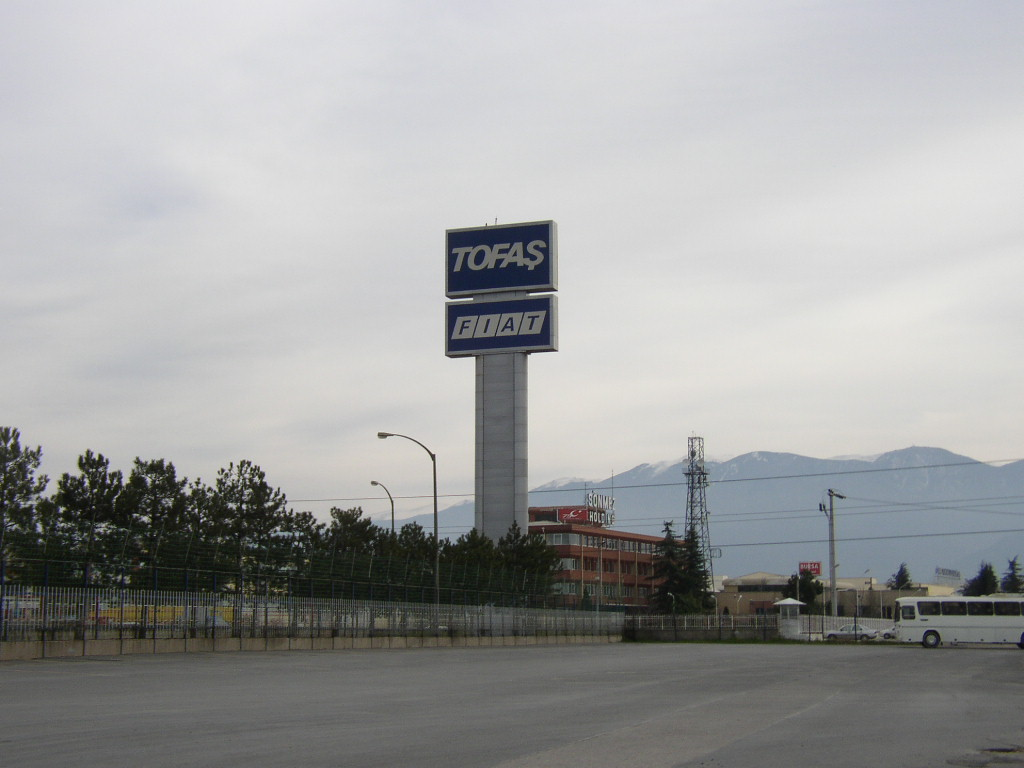
L'ingresso principale della Tofaş a Bursa

La creazione della società, la cui sede amministrativa è ad Istanbul, risale al 13 aprile 1969, data della conclusione dell'accordo di cooperazione con Fiat S.p.A.. Ci vollero meno di venti mesi perché il 12 febbraio 1971 uscisse dalla prima linea di montaggio la prima auto Tofaş Murat 124. La nuova fabbrica, ricalcando il modello Fiat ben noto, disponeva di un'area di 735.170 m² di cui 61.848 m² coperti. Successivamente, per far fronte alla crescente domanda del mercato, la superficie coperta arrivò agli attuali 350.000 m². La capacità produttiva è portata dalle 40.000 unità annue del 1971, alle 250.000 del 2005 fino alle 450.000 nel 2018.
Successivamente, nel 1976 e senza interruzione sino ad oggi, la produzione fu orientata su modelli basati sulla Fiat 131, chiamata Tofaş 131 Murat, 131 Doğan e 131 Kartal per la familiare.
Tofaş ha continuato la fruttuosa collaborazione con la Fiat e essi si dividono, in parti uguali, il capitale della società. La Tofaş costruisce automobili e veicoli commerciali leggeri per il mercato locale ma anche destinati sempre più all'esportazione tramite le rete internazionale Fiat. Numerosi modelli Fiat Tofaş sono esportati in CKD (Complete knock down, ovvero tutti i componenti solo da montare a destino) verso l'Egitto dove vengono assemblati presso la El Nasr, in Etiopia presso la HC Company e, dal 2006, anche in Russia presso la Severstal' che ha stretto un accordo di cooperazione con Fiat per assemblare localmente le Fiat Palio, Siena, Linea e Doblò oltre il Ducato.
Nel rispetto delle direttive imposte dalla Fiat, Tofaş fu la prima in Turchia ad ottenere le certificazioni ISO 9001 e ISO 14001 Environmental Management System Certificate nel novembre 1998.

## Autovetture prodotte

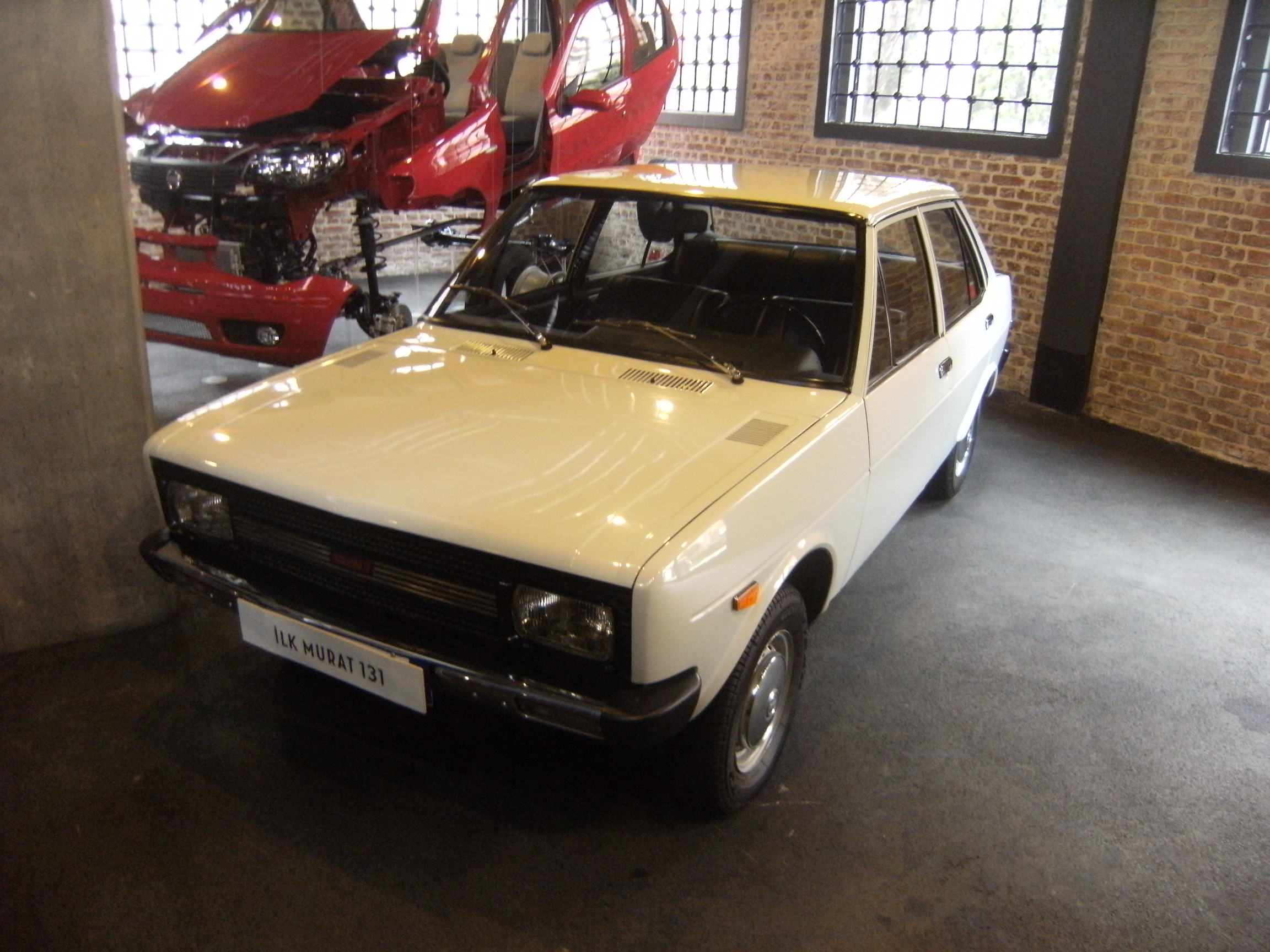
La Tofaş 131 Murat

- Tofaş 124 Murat: primo modello fabbricato dalla Tofaş tra 1971 e 1977 poi tra il 1983 e 1994 - 134.867 esemplari costruiti.
- Tofaş 131 Murat, Şahin, Doğan e Kartal: copia su licenza delle Fiat 131 base, lusso e familiare - fabbricata dal 1976 e più volte ristilizzata, questo modello molto apprezzato dai taxi. La Tofaş 131 è stata anche esportata in CKD verso l'Egitto per essere assemblata presso El Nasr, e in Etiopia presso HCC - Holland Car Company di Addis Abeba, al ritmo di 10.000 esemplari annui. La produzione è cessata in maggio 2008 dopo 1.257.651 esemplari costruiti.
- Fiat Tempra: versione turca della berlina italiana presentata nel 1990 e fabbricata nello stabilimento di Bursa in complete knock down con i componenti importati dall'Italia. Fu costruita in 129.590 esemplari. Fu la prima vettura ad essere fabbricata e venduta col marchio FIAT. Dal 1991 parte la produzione su licenza anche delle motorizzazioni FIAT.[2]
- Fiat Tipo: identica all'originale Fiat, costruita in 49.766 esemplari.
- Fiat Uno: prodotta dal 1994 era identica all'originale Uno seconda serie.
- Fiat Palio: prodotta a partire dal 1998,[3] la vettura era esteticamente identica alla versione brasiliana prodotta dal 1996. La Palio veniva prodotta in Turchia per essere esportata in tutta Europa sia nelle versioni berlina a 3 e 5 porte che station wagon Weekend.[4]
- Fiat Siena: versione berlina della Palio, identica all'originale prodotta in Brasile.
- Fiat Marea: prodotta a partire dal 1999.[5]
- Fiat Brava: prodotta a partire dal 2002.
- Fiat Doblò: veicolo commerciale leggero introdotto nel 2000 ed esportato in tutta Europa e alcuni paesi dell'Asia.[6]
- Fiat Albea: versione europea della Siena ridisegnata da Giorgetto Giugiaro prodotta dal 2002 ed esportata nell'Europa dell'Est.[7]
- Fiat Linea: berlina tre volumi basata sulla piattaforma della Fiat Grande Punto fabbricata dal 2006.[8]
- Fiat Fiorino: furgoncino nato dalla cooperazione tra Fiat Professional ed il gruppo francese PSA venduto dal 2007 anche come Peugeot Bipper e Citroën Nemo.[9]
- Fiat Qubo: versione monovolume del Fiorino venduta dal marchio Fiat dal 2008.
- Fiat Doblò: seconda generazione del multispazio Fiat prodotto da fine 2009.
- Opel/Vauxhall Combo D: rebadge del Doblò prodotto dal 2012 per Opel e venduto anche a marchio Vauxhall nel Regno Unito.
- RAM Promaster City: rebadge del Doblò di seconda generazione venduto dal 2014 a marchio RAM Trucks nel mercato nord americano.
- Fiat Tipo: vettura di segmento C proposta nelle versioni berlina a 4 e 5 porte e station wagon, venduta come Fiat Aegea in Turchia dal 2015.[10]